# جوردی هیوولا
جوردی هیوولا (انگلیسی: Jordy Hiwula؛ زادهٔ ۲۱ سپتامبر ۱۹۹۴) بازیکن فوتبال اهل بریتانیا است.
از باشگاه‌هایی که در آن بازی کرده‌است می‌توان به باشگاه فوتبال منچستر سیتی، باشگاه فوتبال ویگان اتلتیک، باشگاه فوتبال والسال، باشگاه فوتبال یئوویل تاون، و باشگاه فوتبال هادرزفیلد تاون اشاره کرد.
وی همچنین در تیم‌های ملی فوتبال زیر ۱۸ سال انگلستان و زیر ۱۹ سال انگلستان بازی کرده‌است.